# Petit lac aux Rats (Petite rivière aux Rats)
Pour les articles homonymes, voir Lac aux Rats.
Le Petit lac aux Rats est un plan d’eau douce du bassin versant la rivière aux Rats et de la rivière Mistassini, situé dans le territoire non organisé de Rivière-Mistassini, dans la municipalité régionale de comté (MRC) de Maria-Chapdelaine, dans la région administrative du Saguenay–Lac-Saint-Jean, dans la province de Québec, au Canada.
La zone du Petit lac aux Rats est desservie par la route forestière R0221 située du côté Ouest. Quelques routes forestières secondaires desservent le secteur surtout pour les besoins de la foresterie et des activités récréotouristiques,,.
La villégiature constitue la principale activité économique dans la zone du lac ; la foresterie, en second.
La surface du Petit lac aux Rats est habituellement gelée de la fin novembre au début avril, toutefois la circulation sécuritaire sur la glace se fait généralement de la mi-décembre à la mi-avril.

## Géographie
Les principaux bassins versants voisins du Petit lac aux Rats sont :
- côté nord : lac du Dépôt, lac aux Chiens (Rivière-Mistassini), lac Morampont, petite rivière aux Rats, rivière Bureau, rivière aux Rats, rivière Mistassibi ;
- côté est : rivière Mistassibi, ruisseau Maltais, rivière aux Rats, rivière Mistassibi ;
- côté sud : petite rivière aux Rats, rivière aux Rats ;
- côté ouest : rivière Samaqua, rivière Mistassini, lac Siamois.

Le Petit lac aux Rats comporte une superficie de 0,97 km2, une longueur de 3,2 km, une largeur maximale de 0,5 km et une altitude de 485 m. Ce lac compte une seule petite île. Ce lac est alimenté par neuf décharges de ruisseaux.
L’embouchure du Petit lac aux Rats est localisée au sud, soit à :
- 3,6 km au sud du lac du Dépôt ;
- 11,0 km à l’ouest du cours de la rivière aux Rats ;
- 16,0 km à l’est du cours de la rivière Samaqua ;
- 50,3 km au nord-Ouest de la confluence de la petite rivière aux Rats et de la rivière aux Rats ;
- 114,4 km au nord-ouest de la confluence de la rivière aux Rats et de la rivière Mistassini ;
- 133 km au nord de la confluence de la rivière Mistassini et du lac Saint-Jean[1].

À partir de l’embouchure du Petit lac aux Rats, le courant descend successivement le cours de la :
- Petite rivière aux Rats sur 72,6 km vers le sud ;
- rivière aux Rats vers le sud sur 101,8 km ;
- rivière Mistassini sur 24,6 km vers l’Est, puis le sud-Ouest.

À l’embouchure de cette dernière, le courant traverse le lac Saint-Jean sur 42,7 km vers l’Est, puis emprunte le cours de la rivière Saguenay vers l’Est sur 155 km jusqu’à la hauteur de Tadoussac où il conflue avec le fleuve Saint-Laurent.

## Toponymie
Le toponyme « Petit lac aux Rats » a été officialisé le 5 mai 1970 par la Commission de toponymie du Québec.